# Amalia Fleming
Amalia Fleming (z domu Amalia Coutsouris), ur. 28 czerwca 1912 w Konstantynopolu, zm. 26 lutego 1986 w Atenach) – grecka lekarka i polityk.

## Życiorys
Była córką greckiego lekarza, praktykującego w Konstantynopolu. W 1914 roku, po wybuchu I wojny światowej, cała rodzina została zmuszona do wyjazdu do Grecji. Amalia Coutsouris studiowała medycynę na Uniwersytecie w Atenach, specjalizując się w bakteriologii.
W czasie II wojny światowej brała udział w działaniach greckiego ruchu oporu, dostarczając brytyjskim, nowozelandzkim i australijskim wojskowym, a także greckim żydom fałszywe dokumenty tożsamości i pomagając im w ucieczce.
Po wojnie uzyskała stypendium pozwalające jej kontynuować edukację w Wielkiej Brytanii, w 1946 roku została asystentką w St Mary's Hospital w Londynie, kierowanym przez wynalazcę penicyliny, Alexandra Fleminga. Wyszła za mąż za Fleminga w 1953 roku, miała wówczas 37 lat, a on 72. Alexander Fleming zmarł dwa lata później.
Po zamachu stanu w Grecji w 1967 roku pozostała w opozycji wobec junty. Współpracowała z, założonym przez Andreasa Papandreu, Ogólnogreckim Ruchem Wyzwolenie, poprzednikiem Ogólnogreckiego Ruchu Socjalistycznego. W 1971 roku została aresztowana pod zarzutem udziału w planowaniu ucieczki Aleksandrosa Panagulisa. Skazano ją na 16 miesięczny pobyt w więzieniu, ale zwolniono w październiku 1971 ze względów zdrowotnych. W listopadzie tego roku została pozbawiona greckiego obywatelstwa i wydalona z Grecji. Do upadku junty mieszkała w Londynie.
W 1974 roku wróciła do Grecji. Trzykrotnie (1977, 1981, 1985) była wybierana do parlamentu.
Zmarła 26 lutego 1986 na atak serca, spowodowany niewydolnością nerek.